# Гобіти
Гобіти (англ. Hobbits) — один із вигаданих народів, що мешкав у Середзем'ї в легендаріумі Дж. Р. Р. Толкіна. Належать до центральних персонажів у циклі романів «Володар перснів», а також у повісті-казці «Гобіт, або Туди і Звідти».

## Походження
Гобіти одного походження з людьми, однак немає докладних даних, щоб з'ясувати рівень їх спорідненості. Відомо що колись мали спільну мову і однакові вподобання з людьми. Літописання гобітів почалося після заселення Краю, куди вони прийшли зі сходу.

### Народності гобітів
Розрізняються три давніх племені гобітів, що розділилися задовго до заселення Краю:
- Хутроноги (англ. Harfoots) — були більш смаглявими за інших гобітів, селилися на пагорбах і схилах гір. З давніх-давен спілкувались з гномами. Автор називає їх найтиповішими з гобітів.
- Стурси (англ. Stoors) — були присадкуватіші, більш широкоплечі, селилися в рівнинах і долинах річок. Менше за інших гобітів цуралися людей. Пізніше інших гобітських племен вирушили в дорогу на захід, довго мешкали в Трикутнику, після ангмарських воєн близько 1300 р. почасти переселилися західніше, почасти повернулися в Рованіон і оселилися на берегах Андуїну. Стурсами були Смеаґол-Голум і Деаґол, багато стурсівської крові в жителях східного Ширу, зокрема в роду Брендіцапів.
- Ясноголові (англ. Fallohides) — мали яснішу шкіру й волосся, коли порівняти з іншими, були стрункіші та вищі на зріст, селилися переважно в лісах. Частіше дружили з ельфами. Були найменш численним з родів.

## Зовнішній вигляд
Гобіти — істоти невисокого зросту, менші на зріст за гномів, в середньому від 2 до 3 футів (приблизно 60-90 сантиметрів), в окремих випадках могли досягати 4 футів. На відміну від гномів, не мають борід, однак мають густу брунатну вовну на ногах, а також міцну шкіру на підошві, тож вони практично не носять взуття, за винятком області Топлінь, в Східній чверті, де у вологу погоду мешканці взувають гном'ячі чоботи. Мають довгі та вправні пальці, а також добродушні обличчя. Здебільшого всі гобіти товстуваті, це зумовлено їхньою любов'ю смачно попоїсти, що вони й намагються зробити до шести разів на день, якщо звісно є чим.
Гобіти славляться вмінням бути непомітними та безшумно пересуватися. Крім того, маючи гострий слух, вони намагаються швидко щезнути, як тільки почують шум від наближення людей, чи інших великих істот.
Ще однією особливістю гобітів є тривалість їх життя. Живуть гобіти довше за людей, дорослішаючи аж років під п'ятдесят.

## Життя гобітів

### Житло
Залежно від місцевості, гобіти живуть у норах або наземних будинках.
Нори є традиційним житлом гобітів, вириваються в невисоких пагорбах, або схилах гір. Кожна нора має вигляд розгалужених тунелів (сміалів), що заглиблюються в землю. До
нори ведуть круглі двері, такі самі двері знаходяться і в самому помешканні, розділяючи між собою кімнати, як жилі, так і господарського призначення. Вікна, круглі й глибоко посаджені, є лише в кімнатах, що знаходяться біля входу. Помешкання гобітів, крім власне жилих кімнат, містить також ванні кімнати, гардероби, кухні, їдальні, льохи і безліч комірчин, кількість яких може різнитись залежно від знатності та багатства роду.
Будинки почали будуватись у Краї, у міру його розростання, оскільки важко було знайти достатньо гарних місць для риття нори. Будувалися будинки з дерева, цегли або каменю. Будівлі гобітів були довгі й приземкуваті. Старовинні будинки були схожими на нори, винесені на землю, це були сміали вкриті соломою чи очеретом, обкладені дереном з опуклими стінами. Як і нори, будинки мали круглі двері й вікна.

### Побут
Гобіти не будують великих міст чи укріплених фортець, надаючи перевагу сільській місцевості. Займаються переважно сільським господарством, люблять обробляти землю. В ремісництві виготовляють механізми які б допомогли їм вести господарство, як то ткацький верстат, водяний млин тощо. З розвитком Краю почали будувати кам'яні ферми та стодоли.
Є дуже гостинними, люблять свята, а також дарувати й приймати подарунки. В одязі надають перевагу яскравим кольорам, переважно жовтому і зеленому.
Гобіти люблять палити люльку, є великими поціновувачами якісного зілля для люльок.

## Поселення гобітів

### Гобітанія або Край
Основне поселення гобітів на момент подій, що відбувалися у «Володарі перснів». Розташувалась на 40 ліг (193 кілометри) від Далеких Пагорбів до Брендівіни, та на 500 ліг (2414 кілометрів) від північних боліт до багнищ на півдні.

### Бригора
Поселення гобітів, що знаходилось у Дужому лісі, десь за сорок миль (майже 65 кілометрів) на схід від межі Краю. Було засновано Ясноголовими, після їх зустрічі з людьми й ельфами в Еріадорі.

## Відомі гобіти
Більбо Торбин
Фродо Торбин
Беладонна Тук
Мати Більбо Торбина, дружина Бунго Торбина і донька Старого Тука.
Бунго Торбин
Батько Більбо Торбина, чоловік Беладонни Тук.
Бандобрас Тук Бикорик
Син Ізенґрима Другого. Був 4,5 фути зросту і міг їздити верхи на справжньому коні. У 2747 році Третьої епохи (1147 рік за гобітським літочисленням) бився на Зелених Ланах з бандою орків з гори Грам. Під час битви, кийком збив голову королю орків Гольфімбулу.
Ізенгрим Другий
Батько Бандобраса Бикорика.
Мархо та Бланко з роду Ясноголових
Брати з роду Ясноголових, що в 1601 році Третьої епохи, залишили Бригору і з великим загоном гобітів перебралися через Берендуїн і перейшовши кам'яний міст оселилися на землях за річкою аж до Далеких Пагорбів, поклавши цим початок заселення Краю.

## У популярній культурі
- «Вино хоббитов» — пісня російського рок-гурту «Король и Шут»